# مسریس
مسریس (به اسپانیایی: Mecerreyes) یک شهرستان در اسپانیا است که در Arlanza واقع شده‌است.